# Picapauzinho-fusco
Picapauzinho-fusco (nome científico: Picumnus fuscus) é uma espécie de ave pertencente à família dos picídeos.  Pode ser encontrado  na fronteira entre Rondônia e Bolívia.